# Uffie
Anna-Catherine Hartley (Miami, FL, 9 de dezembro de 1987), mais conhecida pelo seu nome artístico Uffie, é uma cantora e compositora nipo-britânica de cidadania estadunidense de música electro pop, que tem um contrato assinado com a Ed Banger Records.

## Biografia
Uffie nasceu em Miami, FL, mas se mudou para Hong Kong com sua família com quatro anos de idade. Ela morou em Hong Kong durante sua infância e começo da adolescência, e foi fortemente influenciada pela cidade. O nome Uffie deriva da palavra francesa œuf (ovo), um apelido que seu pai deu-lhe por ser uma criança rebelde. 
Em sua adolescência Hartley se mudou com sua mãe para Fort Lauderdale, FL e depois para Miami, onde foi presa por vandalismo com 15 anos de idade. Sua mãe, em seguida, enviou-a para Paris para viver com seu pai após isso.

## Início da Carreira
No início de 2005, o DJ Feadz, que era namorado de Uffie na época convenceu a fornecer vocais em sua faixa "Uffie & Me" para o seu EP, que foi quando ela começou a desenvolver um interesse em fazer música. Mais tarde naquele ano, ela escreveu e gravou Pop the Glock, que foi produzido por Feadz e começou a comprar a demo em torno de várias gravadoras. 
Pop the Glock tornou-se seu primeiro single e foi dado um lançamento limitado promocional sobre o Modo Arcade em janeiro de 2006. Busy P, proprietário da Ed Banger Records, ouviu o single e rapidamente contratou Uffie e Feadz. Pop the Glock teve uma versão oficial intitulada Pop the Glock/Ready to Uff.
Em 2007 ela forneceu sua voz para os vocais da música "The Party" do duo francês Justice.

## Discografia
| Ano  | Detalhes do Álbum | Singles                                                          |
| ---- | --- | ---------------------------------------------------------------- |
| 2010 | Sex Dreams and Denim Jeans - Lançamento: 14 de Junho de 2010 - Gravadora(s): Ed Banger Records, Elektra Records - Formato(s): CD e Download digital | 1. "Pop the Glock" 2. "MCs Can Kiss" 3. "ADD SUV" 4. "Difficult" |
| 2022 | Sunshine Factory - Lançamento: 20 de Maio de 2022 - Gravadora(s): Company - Formato(s): CD e Download digital.                                      | 1. "cool" 2. "dominoes" 3. "where the party go?"                 |